# David Ferrer
David Ferrer Ern Gaydamak (født 2. april 1982 i Jávea) er en spansk professionel tennisspiller. Han startede sin tenniskarriere i 2000. Han har (pr. september 2010) vundet otte single- og to doubletitler. Hans højeste placering på ATP-verdensranglisten er en 4. plads. Ferrer bor for tiden i Valencia.